# Трибоелектрични ефекат
Трибоелектрични ефекат је физички феномен у коме се материјали наелектришу након што су били у контакту а затим раздвојени. Ова појава се најчешће јавља код изолатора и доводи до преноса електрона са једне површине на другу, што резултира позитивним или негативним наелектрисањем. Овај ефекат је основа статичког електрицитета и може се уочити у свакодневним ситуацијама, попут трљања пластичног чешља о косу или скидања синтетичке одеће. Сматра се да је имао кључну улогу у формирању раних планета, где сударање честица прашине доводи до њиховог лепљења и до стварања планетесимала.
Трибоелектрични ефекат је био познат још у античко доба, а један од првих забележених примера је експеримент Талеса из Милета са ћилибаром и крзном. Он је открио да трљањем ћилибара крзном, ћилибар добија способност да привлачи лаке објекте попут пера. Ово откриће је касније имало велики утицај на развој проучавања електрицитета, при чему сама реч 'електрон' потиче од грчке речи за ћилибар – ἤλεκτρον.

## Механизам трибоелектричног ефекта
Када два различита материјала дођу у контакт, долази до размене електрона између њихових површинских атома и молекула. Приликом раздвајања, један материјал задржава вишак електрона и постаје негативно наелектрисан, док други губи електроне и постаје позитивно наелектрисан. Степен и поларитет наелектрисања зависе од трибоелектричне серије – листе материјала рангираних према њиховој склоности да примају или губе електроне.
Теорија површинских стања објашњава да се електрони или јони размењују између два изолатора путем локализованих енергетских стања на њиховим површинама, што доводи до наелектрисања. Локализована енергетска стања су нивои у којима се електрони могу задржати само на површини изолатора, а не у његовој унутрашњости. Интензитет и поларитет овог наелектрисања зависе од разлике у површинским радним функцијама материјала. Радна функција одређује колико је енергије потребно да електрон пређе са површине једног материјала на други, што утиче на пренос наелектрисања. Ово такође објашњава зашто чак и идентични материјали могу међусобно разменити наелектрисање, као и зашто резултати експеримената често варирају због ситних разлика у површинским својствима.

## Фактори који утичу на трибоелектрични ефекат
- Врста материјала – Изолатори су склонији наелектрисању од проводника.
- Храпавост површине – Храпаве површине стварају већи контакт и појачавају ефекат.
- Влажност ваздуха – Висока влажност смањује наелектрисање јер омогућава истекање електричних набоја.
- Температура – Виша температура може утицати на брзину кретања електрона и смањити наелектрисање.

## Примене трибоелектричног ефекта
Трибоелектрични ефекат има широку примену у индустрији и технологији:
- Трибоелектрични генератори – Користе механичку енергију за стварање електричног напона, са потенцијалом за примену у обновљивим изворима енергије.
- Системи за сепарацију материјала – У рециклажи и рударству, материјали се раздвајају на основу различитих трибоелектричних својстава.
- Електростатички филтери – Уређаји за уклањање честица прашине из ваздуха, који користе електростатичко наелектрисање за привлачење загађивача.